# منطقة حسن
حسن رمزها «HS» (بالإنجليزية: Hassan)‏ ، هو تقسيم إداري لدولة الهند تتبع ولاية كارناتاكا (بالإنجليزية: Karnataka)‏ ، مركزها هو مدينة حسن (بالإنجليزية: Hassan)‏ عدد سكانها حسب تعداد سنة 2001 هو 1,721,319 ، مساحتها 6,814 كم² وكثافة السكان 253 لكل كم² .